# Černé Voděrady
Černé Voděrady (en allemand : Schwarz Wodierad) est une commune du district de Prague-Est, dans la région de Bohême-Centrale, en République tchèque. Sa population s'élevait à 348 habitants en 2020.

## Géographie
Černé Voděrady se trouve à 8 km à l'est de Mnichovice et à 31 km au sud-est de Prague.
La commune est limitée par Vyžlovka au nord-ouest, par Jevany au nord-est et à l'est, par Konojedy et Oplany à l'est, par Stříbrná Skalice au sud, et par Ondřejov, Zvánovice et Struhařov à l'ouest.

## Histoire
La première mention écrite de la localité date de 1291.